# 1535 pr. n. št.

## Smrti
- Džjan Džja, enajsti ali dvanajsti kralj kitajske dinastije Šang (* ni znano)